# Snooker 19
Snooker 19 es un videojuego deportivo de 2019 desarrollado por Lab42 y publicado por Ripstone Games, basado en el cue sport snooker. El juego se lanzó el 17 de abril de 2019 para Microsoft Windows, PlayStation 4 y Xbox One, y la versión de Nintendo Switch salió el 23 de agosto de 2019. Los 128 jugadores del World Snooker Tour aparecen en el juego, al igual que los lugares de los 26 torneos, incluido el Alexandra Palace y el Crucible Theatre.

## Jugabilidad
Snooker 19 incluye todos los torneos con licencia oficial de la temporada de snooker 2018/2019. Cuenta con modos para un jugador, multijugador y multijugador en línea.
El juego contó con imágenes completas para todos los jugadores de la gira y los eventos de calificación de Q School para la gira principal. Los partidos incluyen comentarios en el juego de Neal Foulds y David Hendon, así como el arbitraje de Brendan Moore. Los partidos multijugador reflejan los torneos de la vida real, con torneos en el juego que coexisten con eventos, aunque todos los eventos se juegan en una configuración de "mesa única".

## Lanzamiento
Antes del lanzamiento de Snooker 19 , Joanne Williams (esposa del campeón mundial de 2018 Mark Williams) acusó al juego de "prejuicio masivo" ya que la portada del juego no mostraba a Williams. Williams comentó que la decisión se debió a que él tenía más de 40 años y era galés. Esto llevó a los fanáticos a imponer imágenes de un Williams desnudo sobre la portada del lanzamiento.
Snooker 19 se lanzó el 17 de abril de 2019 para Microsoft Windows, PlayStation 4 y Xbox One. La versión de Nintendo Switch salió el 23 de agosto de 2019.